# Kde je moje máma
„Kde je moje máma“ je populární česká píseň, kterou v roce 1928 složili Eman Fiala (hudba) s Karlem Tobisem (text). Vypráví o vojákovi základní vojenské služby, který je v kasárnách nespokojený a trpí hladem, neboť fasuje jen jeden bochník komisárku na den, což mu nestačí; matka mu sice pošle bednu jídla, to je však nucen rozdat důstojníkům. Píseň měl v repertoáru např. Ferenc Futurista, v pozdější době pak skupina Šlapeto.